# Partido de Pinamar
Partido de Pinamar är en kommun i Argentina.   Den ligger i provinsen Buenos Aires, i den sydöstra delen av landet, 300 km sydost om huvudstaden Buenos Aires. Antalet invånare är 20 666. Arean är 63 kvadratkilometer.
Terrängen i Partido de Pinamar är mycket platt.
Runt Partido de Pinamar är det i huvudsak tätbebyggt.